# Songs the Lord Taught Us
| Recensione       | Giudizio       |
| ---------------- | -------------- |
| Robert Christgau | B-             |
| Piero Scaruffi   | [ 3 ]          |
| AllMusic         | [ 4 ]          |
| OndaRock         | Pietra miliare |

Songs the Lord Taught Us è il primo album ufficiale della band garage punk statunitense The Cramps. Prodotto da Alex Chilton, fu pubblicato nel 1980 dalla Illegal Records in Gran Bretagna e dalla I.R.S. Records negli Stati Uniti.
Per la sua rielaborazione in chiave punk rock del rockabilly delle origini e per l'immaginario horror è considerato importante per la nascita del genere psychobilly.

## Il disco
Per la registrazione dell'album viene scelto il celebre Sun Studio di Sam Phillips a Memphis, dove erano stati incisi i primi successi di Elvis Presley, Carl Perkins, Johnny Cash, e Jerry Lee Lewis negli anni cinquanta. Il budget stanziato per le sedute di incisione è di 10,000 dollari. La produzione viene affidata a Alex Chilton, famoso per aver cantato nei Box Tops negli anni sessanta e successivamente con i Big Star. Il disco è costituito da tredici tracce, di cui otto brani originali (che comunque rimandano in maniera evidente ad altre oscure hit di vecchi gruppi misconosciuti); Sunglasses after Dark, una versione cantata del brano strumentale Fatback di Link Wray, e cinque cover: Rock on the Moon di Jimmy Stewart, Strychnine dei Sonics, Tear It Up di Johnny Burnette, e Fever, celebre nella versione di Elvis Presley.

## Tracce
Tutte le tracce sono state scritte da Lux Interior e Poison Ivy eccetto dove indicato.
- Lato A

1. T.V. Set - 3:12
2. Rock on the Moon (J. Stewart) - 1:53
3. Garbageman - 3:37
4. I Was a Teenage Werewolf - 3:03
5. Sunglasses After Dark (Rorschach/Interior/Pullens/Wray Sr.) - 3:47
6. The Mad Daddy - 3:48

- Lato B

1. Mystery Plane - 2:43
2. Zombie Dance - 1:55
3. What's Behind the Mask? - 2:05
4. Strychnine (G. Roslie) - 2:24
5. I'm Cramped (Cramps) - 2:37
6. Tear It Up (J. Burnette/D. Burnette/Burlinson) - 2:32
7. Fever (Davenport/Cooley) - 4:17

### Tracce bonus incluse nella ristampa
1. I Was a Teenage Werewolf (With False Start) [Original Mix] - 4:48
2. Mystery Plane [Original Mix] - 2:39
3. Twist and Shout - 2:32
4. I'm Cramped [Original Mix] - 2:37
5. The Mad Daddy [Original Mix] - 3:15

## Formazione
- Lux Interior - voce
- Poison Ivy Rorschach - chitarra elettrica
- Bryan Gregory - chitarra elettrica
- Nick Knox - batteria

### Altri musicisti
- Booker C. - organo in Fever

## Curiosità
- Sul dorso della copertina della versione originale in vinile dell'album era presente la scritta "catalogare sotto Musica Sacra", ironica indicazione per i negozianti di dischi.